# District de Chame
Le district de Chame est l'une des divisions qui composent la province de Panama Ouest, au Panama. En 2010, le district comptait 24 471 habitants.

## Crédit d'auteurs
- (es) Cet article est partiellement ou en totalité issu de l’article de Wikipédia en espagnol intitulé « Distrito de Chame » (voir la liste des auteurs).